# Жонка
Жо́нка — мала річка (потік) в Україні, в межах Надвірнянського району і Яремчанської міської ради Івано-Франківської області, ліва притока Пруту. 
Довжина близько 10 км. Річка типово гірська — дно кам'янисте, часто трапляються пороги, місцями невеликі водоспади (Жонка, Дівочі Сльози).

## Розташування
Річка бере початок біля перевалу Переслоп, що у в Східних Горганах. Тече на схід і впадає в Прут біля залізничного моста в місті Яремче, неподалік від водоспаду Пробій. 
Притоки: Туршукуватий, Щівецький, Сіснянський, Чепелів, Багровець. 